# Spin-off firma
Spin-off firma je většinou takový subjekt, který se oddělí od mateřské firmy a má svou vlastní právní subjektivitu (zcela nezávislý podnik). Z mateřské organizace si s sebou bere duševní vlastnictví, technologii nebo existující výrobek a transformuje jej do nových výrobků anebo služeb.
Podle právního rozboru problematiky Zakládání spin-off společností v ČR, který vznikl v rámci inovační strategie Česká republika: Country For The Future, se jedná o právní entitu (bez ohledu na právní formu a označení – spin-off, spin-out, start-up) založenou výzkumnou organizací (vysokou školou, veřejnou výzkumnou institucí nebo jinou) za účelem transferu znalostí jimi vytvořených.